# Vapenvallen
Vapenvallen är den största idrottsanläggningen i Huskvarna, i Jönköpings kommun och län. 
Här finns en fotbollsplan med gräs samt ishockeyrink. Den iordningställdes 1912. Publikrekordet på fotbollsplanen är 6 413 åskådare från matchen mellan Husqvarna IF och Jönköpings Södra IF 1946. 
Vapenvallens omklädningsrum och förråd totalförstördes i en brand natten till 21 november 2010. Branden misstänks vara anlagd 
Den nya omklädningspaviljongen invigdes officiellt i november 2013. 
I och med att Husqvarna FF herrar tog klivet upp i Superettan påbörjades en upprustning av arenan. 
Ett TV-torn byggdes ovanpå den s.k "plåtlådan" och konstljusbelysning dimensionerad att klara en TV-sändning installederades i maj 2014.
Vapenvallen är hemmaarena för Husqvarna FF, som bildades 1987 genom sammanslagning av fotbollssektionerna i Husqvarna IF och Huskvarna Södra IS.